# Amtsgericht Marburg

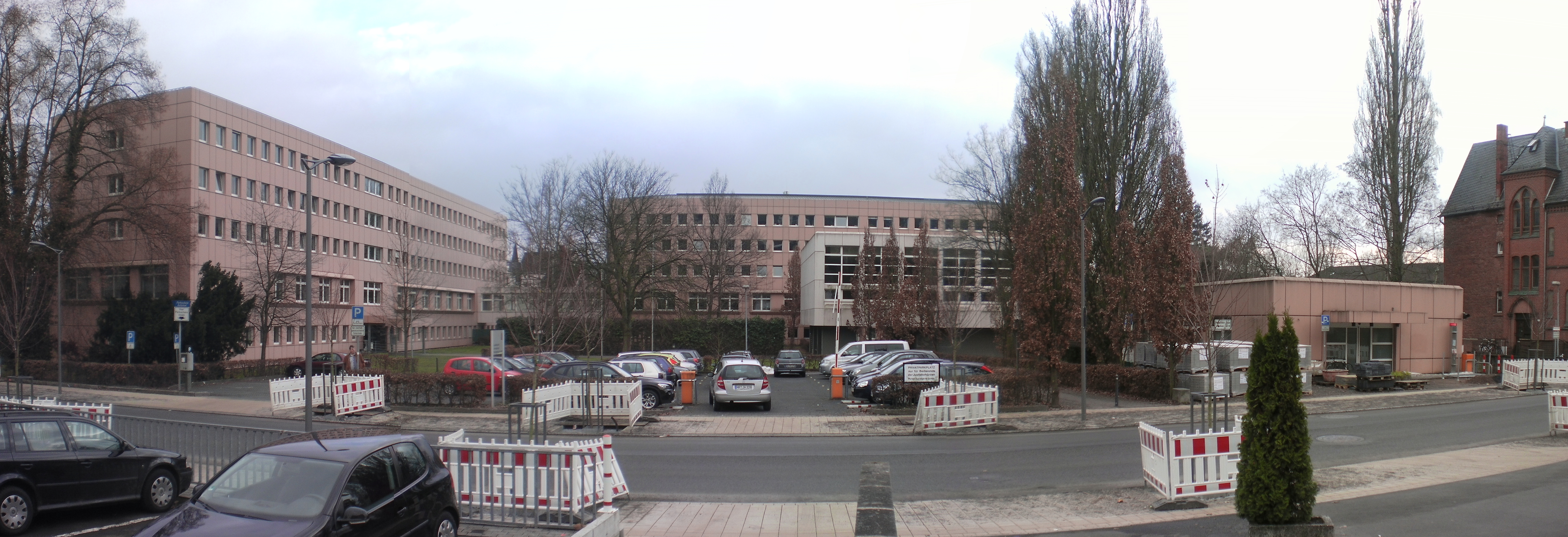
Gemeinsamer Gebäudekomplex der Staatsanwaltschaft und des Landes- und Amtsgerichts Marburg (2011)

Das Amtsgericht Marburg ist ein Gericht der ordentlichen Gerichtsbarkeit mit Sitz in der mittelhessischen Stadt Marburg. Es ist zusammen mit dem Landgericht Marburg und der Staatsanwaltschaft Marburg in einem Gebäudekomplex in der Universitätsstraße im Stadtzentrum untergebracht.

## Bezirk und Aufgaben

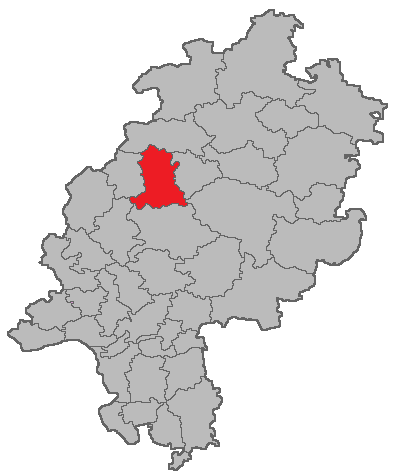
Lage des Amtsgerichtsbezirks Marburg in Hessen

Das Amtsgericht (AG) Marburg ist für die Stadt Marburg, die Stadt Wetter sowie die Gemeinden Cölbe, Ebsdorfergrund, Fronhausen, Lahntal, Lohra, Münchhausen und Weimar und damit für knapp 125.000 Einwohner im Landkreis Marburg-Biedenkopf zuständig. Es ist eines von fünf Amtsgerichten im Landgerichtsbezirk Marburg.
Die Aufgaben betreffen Straf- und Bußgeldsachen ebenso wie Zivilrechtsstreitigkeiten. Darüber hinaus erledigt das Amtsgericht Insolvenz-, Handelsregister- und Vereinsregistersachen für alle Amtsgerichte im Landgerichtsbezirk Marburg. Zentrales Mahngericht ist wie für alle Gerichte im Oberlandesgerichtsbezirk Frankfurt am Main das Amtsgericht Hünfeld.

## Übergeordnete Gerichte
Dem Amtsgericht Marburg übergeordnet ist das Landgericht Marburg, das wiederum zum Bezirk des Oberlandesgerichts Frankfurt am Main gehört.

## Geschichte
In Kurhessen erfolgte 1821 die Trennung der Rechtsprechung von der Verwaltung und für die Rechtsprechung wurden Justizämter eingerichtet. In Marburg trug dies den Namen Landgericht Marburg. Sie waren dem Obergericht für die Provinz Oberhessen in Marburg zugeordnet. Mit der Annexion Kurhessens durch Preußen 1866 wurden in der neuen Provinz Hessen-Nassau Amtsgerichte eingerichtet. Die Justizämter in Marburg wurden entsprechend in das Amtsgericht Eschwege umgewandelt. Dieses war dem Kreisgericht Marburg zugeordnet. Mit der Einführung der Reichsjustizgesetze entstanden 1879 reichsweit einheitlich Amtsgerichte. Das Amtsgericht Marburg behielt damit seinen Namen und erhielt die neuen Funktionen. Es war nun eines der 20 Amtsgerichte im Bezirk des Landgerichtes Marburg. Am Gericht bestanden drei Richterstellen. Es war damit ein mittelgroßes Amtsgericht im Landgerichtsbezirk. Sein Gerichtsbezirk umfasste den Landkreis Marburg ohne die Teile, die den Amtsgerichten Fronhausen und Wetter zugeordnet waren.
Seit 1961 ist das Amtsgericht Marburg in einem Neubau in der Universitätsstraße 48 untergebracht. Zuvor, von 1866 bis 1893 war das Gericht im Kugelherrenhaus und in einem Gebäude in Universitätsstraße 24 (1894 bis 1961) beheimatet, das heute von der Philipps-Universität Marburg genutzt wird.